# Comité Navarro de Árbitros de Fútbol
El Comité Navarro de Árbitros de Fútbol (CNAF), también conocido como Colegio Navarro de Árbitros de Fútbol, es un órgano técnico subordinado a la Federación Navarra de Fútbol (FNF), más concretamente, directamente subordinado al presidente de la misma; Rafa del Amo.
Se encarga del funcionamiento y organización del mundo arbitral de la Comunidad Foral de Navarra. Por supuesto, es el órgano encargado de la designación de partidos, ascensos y descensos de categoría de los árbitros, árbitros asistentes, delegados de partido e informadores de fútbol y fútbol sala en categorías nacionales que competan directamente a Navarra, así como todas las categorías regionales.
Su sede central se encuentra en Pamplona y fue inaugurada el 12 de mayo de 1973, bajo la presidencia de Luis García Ochotorena, por el entonces presidente del Comité Nacional de Árbitros Juan Francisco Pardo Hidalgo, contando asimismo con una Delegación en Tudela, en la que están integrados todos los árbitros residentes en la zona de la Ribera de Navarra.

## Historia[2]
El Comité Navarro de Árbitros de Fútbol fue creado por acuerdo de la Federación Navarra de Fútbol el 7 de septiembre de 1928, el mismo año en que se constituyó la propia Federación Navarra de Fútbol tras segregarse de la Federación Guipuzcoana de Fútbol. 
Las primeras personas encargadas por la Federación Navarra de Fútbol para poner en marcha el Comité fueron Ramón Echarren, José Huici y Eucario Redín, según consta en el libro de actas federativo.
A lo largo de su historia han sido varios los árbitros del Comité Navarro que han alcanzado la Primera División, como por ejemplo  José Manuel Andradas Asurmendi, siendo el trencilla Daniel María Zariquiegui Izco el que mayor número de temporadas permaneció en esa categoría, llegando a dirigir 248 partidos (récord absoluto en su momento de la historia de la Liga) y ostentando la condición de internacional durante 19 temporadas. 

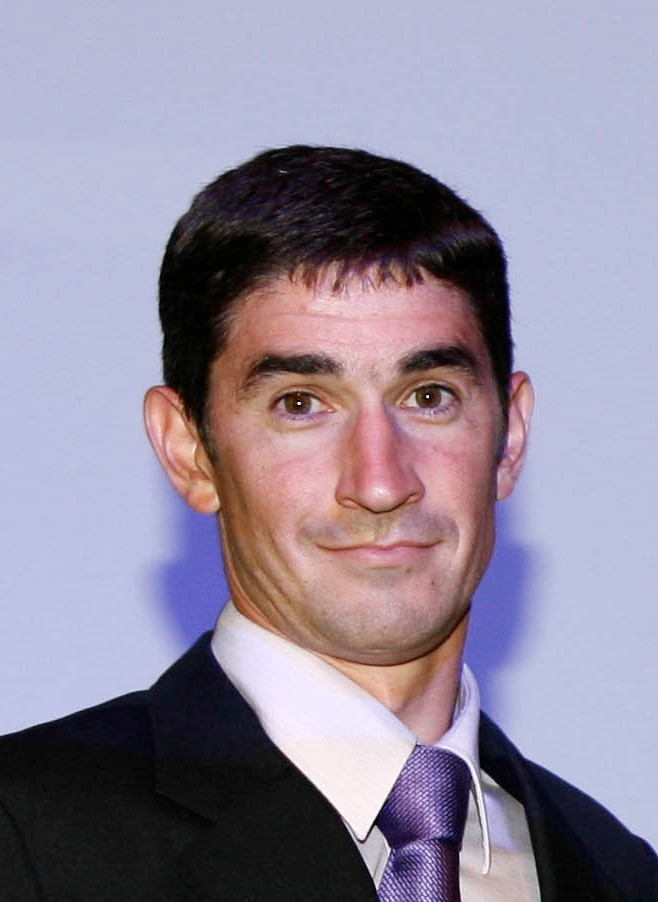
Undiano Mallenco, es además uno de los árbitros con más partidos del fútbol español.

Actualmente, tras la retirada de Alberto Undiano Mallenco, se encuentra en la máxima categoría del fútbol nacional el colegiado Eduardo Prieto Iglesias. Y en 2ª División está el colegiado Iosu Galech Apezteguía.

## Presidentes
Desde su fundación los presidentes del Comité han sido: D. Emilio Huarte Mendicoa; D. Jesús Elizari Navarlaz; D. Eulalio Ezcurra Huarte; D. Eduardo Pérez Remón; D. Ángel Remacha Gracia; D. Arturo Cejuela Nieto; D. Carmelo Razquin Antía, D. Luis García Ochotorena; D. Adrián Pérez Gómez; D. Luis María Juango Ruiz; D. José Luis Echeverría Sarasa; D. Francisco Ricardo Ruano Enériz, D. Francisco Javier Lorente Pérez , D. Carmelo Miramón Moreno, D. Francisco Ricardo Ruano Eneriz, D. Luis González Obregozo y D. Felipe Martínez Quiroga.
Actualmente lo dirige D. Julio Fermín Leo Ollo.